# Club de Futbol Navarcles
El Club de Futbol Navarcles (CF Navarcles) és un club esportiu de futbol del municipi de Navarcles, fundat l'any 1919.
Durant l'any 2019 s'han preparat i celebrat diversos actes per commemorar el centenari d'una de les entitats més antigues i representatives del poble.
Dins els actes de commemoració del centenari, l'entitat ha fet un homenatge a Narcís Pasquets com el futbolista en vida més antic de l'entitat, i també ha reconegut els dos jugadors més joves del club.
El centenari s'escau essent president del CF Navarcles, Bernardo Machado i el vicepresident de l'entitat, Rafael González.
Durant 100 anys un munt de jugadors han passat pel club, un d'ells, el navarclí Josep Setvalls va passar més tard pel FC Barcelona.
La Biblioteca de Navarcles i l'espai del Coro han exposat fotografies antigues dels 100 anys de l'entitat
Un dels actes més especials, de la commemoració dels 100 anys va ser l'estrena i presentació de l'himne del club amb lletra de Pep Comellas, música i veus d'Oleguer Puig i Ernest Larroya.
Un recull de notícies recull el testimoni de 100 anys d'història del club. El 1919 el Club Futbol de Navarcles és citat per primera vegada a la publicació El diluvio.
A Navarcles, segons la primera història del club, escrita pel navarclí Josep Maria Carrera a la revista Tinet, el 1919 una colla de joves decideixen fundar un equip de futbol.